# The Swinging Blue Jeans
The Swinging Blue Jeans su bili tipični četveročlani, liverpoolski merseybeat sastav iz šesdesetih godina prošlog stoljeća. Planetorno su bili poznati po svom najvećem hitu - Hippy Hippy Shake.
Swinging Blue Jeanse, osnovali su Ray Ennis i Les Braid. Sastav je bio u vrlo kratkom periodu vrlo popularan, i nastupao u brojnim tv show emisijama, po Engleskoj, Skandinaviji i Europi.
Sastav djeluje do današnjeg dana, uz velike promjene u postavi, ali bez većih uspjeha.

## Članovi sastava
- Ray Ennis - vokal/ gitara, ( 26. svibanj, 1942.),  Liverpool.
- Ralph Ellis - gitarist, ( 26. ožujak, 1942.), Liverpool.
- Les Braid - bas-gitara / orgulje, (15. rujan 1937. – 31. srpanj, 2005.) Liverpool
- Norman Kuhlke - bubnjar, ( 17. srpanj, 1942.), Liverpool.
- Terry Sylvester vokal, gitara, ( 8. siječanj, 1946.), Liverpool
- Colin Manley - gitara (16. travanj, 1942. – 9. travanj, 1999.), Liverpool
- John Ryan - bubnjar, ( 5. travanj, 1953.),  Liverpool
- Bruce McCaskill - gitara / vokal, (15. siječanj, 1940.)
- Mike Gregory - bas-gitara, ( 7. prosinac,  1946.), Liverpool
- Jim Rodford - bas-gitara,  (7. srpanj, 1941.), St Albans, Hertfordshire.
- Hedley Vick - gitara,  ( 22. travanj,  1953.), Birkenhead, Merseyside

## Diskografija
(uspjesi na britanskim listama)
- "It's Too Late Now" / "Think of Me" (HMV POP, 1963) -  30 mjesto.
- "Hippy Hippy Shake" / "Now I Must Go"  (HMV POP, 1963) - 2 mjesto
- "Good Golly Miss Molly" / "Shaking Feeling" (HMV POP 1964) - 11 mjesto
- "You're No Good" / "Don't You Worry About Me" (HMV POP 1964) - 3 mjesto
- "Don't Make Me Over" / "What Can I Do Today" (HMV POP 1966) - 31 mjesto
- "Tremblin'" / "Something's Coming Along" (s pjevačicom Kiki Dee, i Madeline Bell), (HMV POP, 1967)

## Vanjske poveznice
- Službene stranice